# Josef Fellermeyer

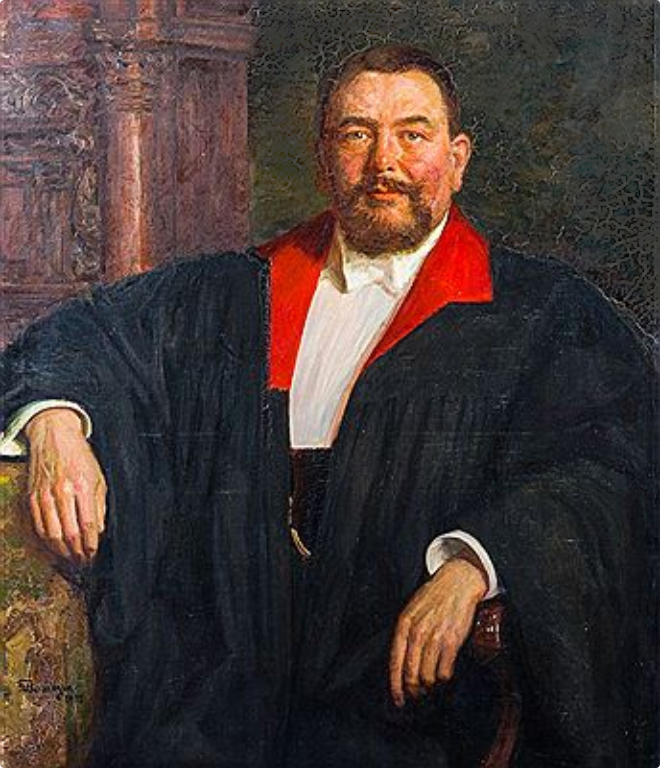
Porträt Professor Ludwig Warnekros

Josef Fellermeyer (* 18. Januar 1862 in Ingolstadt; † 16. Januar 1931 in Berlin) war ein deutscher Genre- und Porträtmaler
Fellermeyer studierte ab dem 15. Oktober 1880 an der Königlichen Akademie der Künste in München bei Wilhelm von Lindenschmit dem Jüngeren sowie an der Pariser Académie Julian bei Jean-Joseph Benjamin-Constant und im Atelier von Jean-Léon Gérôme.
Nach dem Studium war er in München, ab 1896 in Mailand und danach in Berlin als Genre- und Porträtmaler tätig. 
Er zeigte seine Werke an der Großen Berliner Kunstausstellung 1894, 1897 und 1913, an der Deutschen Kunstausstellung Dresden 1899 und an der Turiner Esposizione Nazionale 1898.